# Бертубани (монастырь)
Монастырь Бертубани (груз. ბერთუბნის მონასტერი), историко-архитектурный памятник, входящий в монастырский комплекс Давид-Гареджа. Монастырь расположен на территории Агстафинского района Азербайджанской Республики, в 2 км от границы с Грузией, в 75 км от центра района — города Агстафа.

## История и архитектура
Монастырь был построен в XII веке. Фрески Великой Тамары и Георгия IV Лаши, украшающие стены церкви, относятся к XIII веку. Фреска «Смерть Люсии» в монастыре считается одним из красивейших образцов средневековой грузинской живописи. Монастырь расположен на территории Азербайджана, недалеко от границы с Грузией.

## Галерея

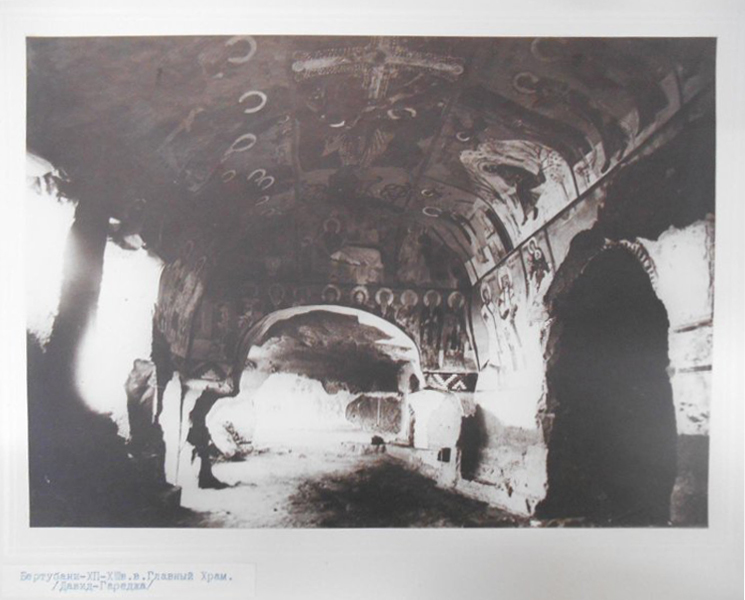
Главный храм
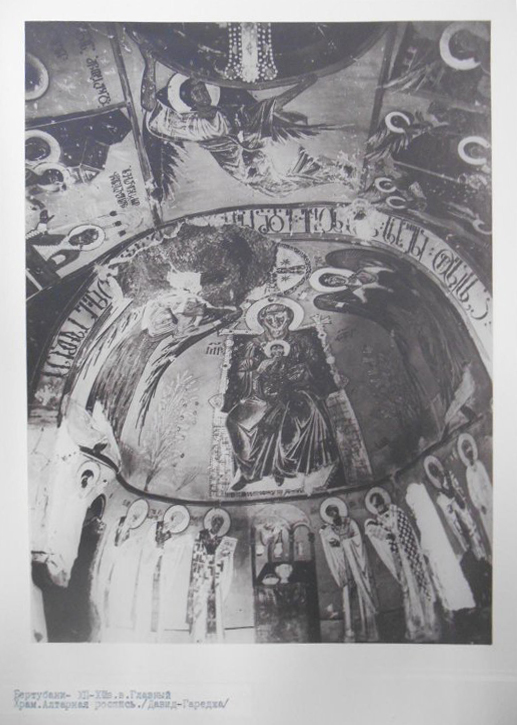
Алтарная роспись
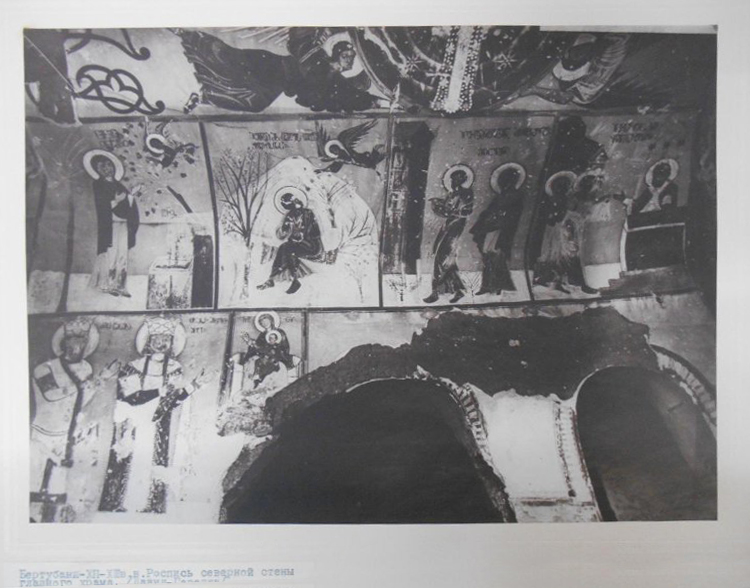
Роспись северной стены.
Фреска Великой Тамары
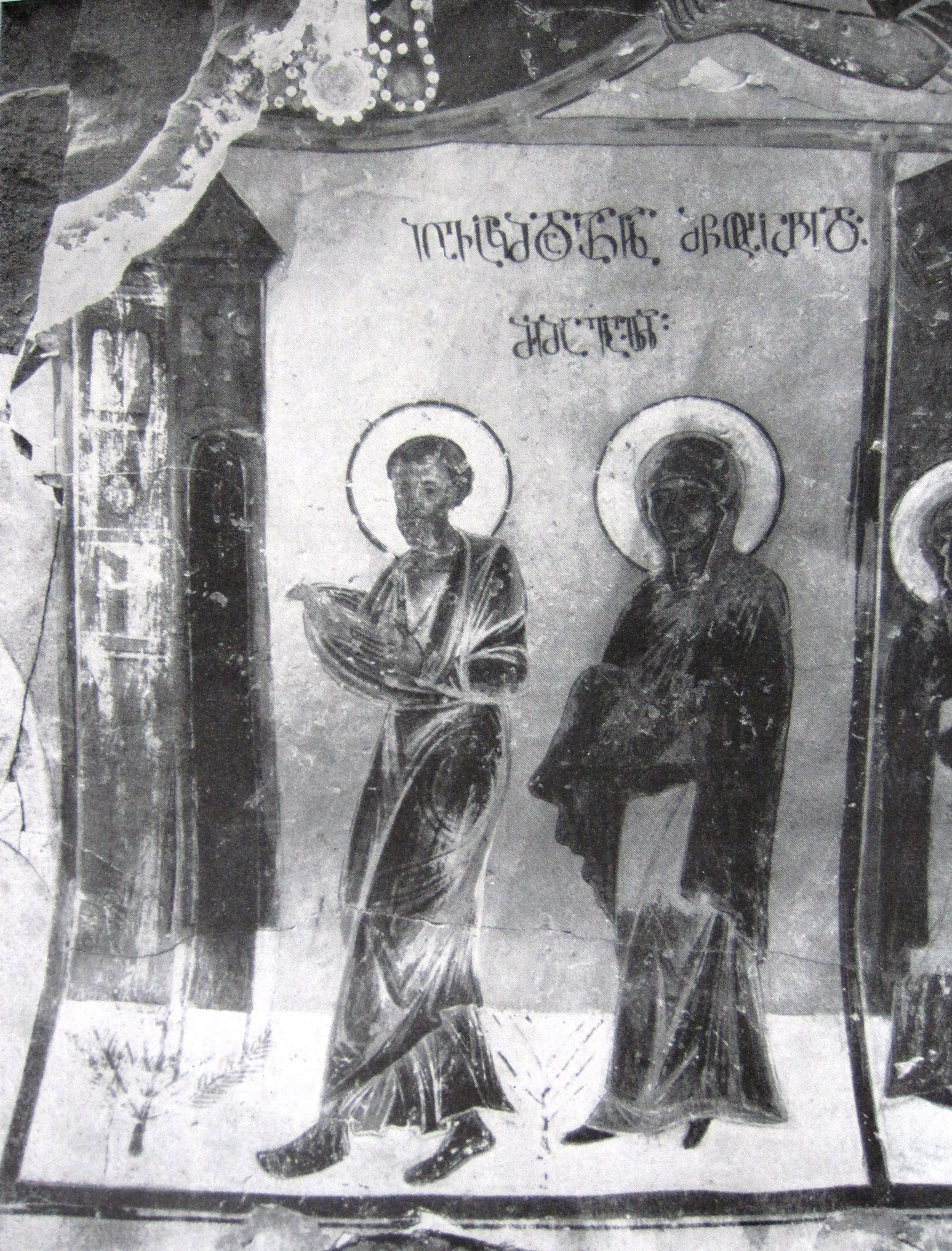
Фреска Иоакима и Анны
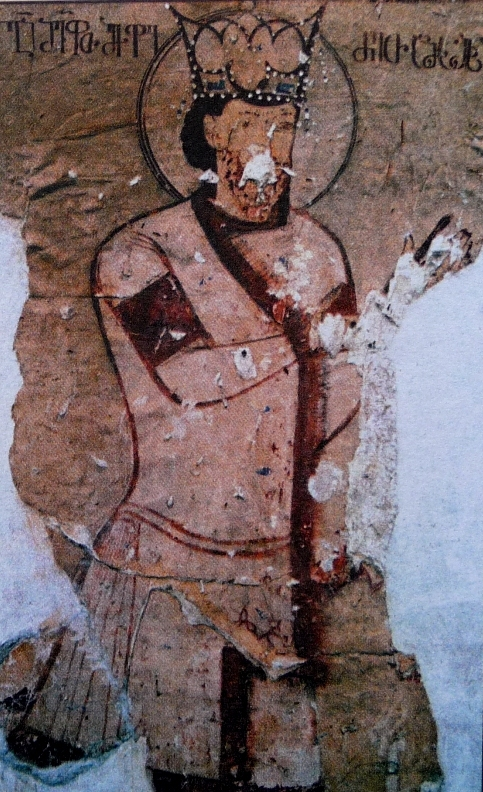
Фреска Георгия Лаши IV
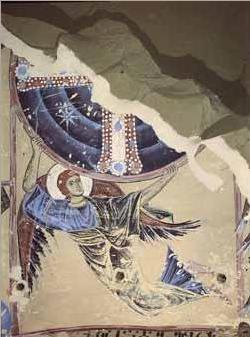
Фреска Бертубанского креста